# Adrijatizam
Adrijatizam u užem značenju je glasovna promjena kojom se opisuje prijelaz –m u -n na kraju relacijskog morfema. U širem značenju riječ je o skupini glasovnih promjena koje dijele govori uz obalu Jadrana.

## Prijelaz -m u -n
Prijelaz –m u -n na kraju relacijskoga morfema smatra se općečakavskom pojavom, ovjerenom u svim čakavskim govorima izuzev govora Omišlja na Krku, u dijelu gradišćanskih govora i dijelu ličkih govora.
Ova pojava tipična je za istočnu obalu Jadrana i možemo je pronaći u u jugozapadnim slovenskim govorima, čakavskim govorima, štokavskim govorima Hrvatske i Crne Gore i albanskim govorima.
- Primjeri: jesan, buden, vidin (jesam, budem, vidim)

## Adrijatizmi u širem značenju
U širem značenju adrijatizmmi se odnose na niz jezičnih pojava koje se pojavljuju na širem ili užem području istočnog Jadrana. Osim spomenutog prijelaza –m u -n, u adrijatizme se ubrajaju:
- promjena ļ u j; primjeri: jubav, poje (ljubav, polje)
- cakavizam
- skraćivanje dugoga samoglasnog glasa ṛ; Primjer bȑk
- protetsko j-; primjer: justa (usta)
- pojednostavnjivanje suglasničke skupine čk u šk; primjer: maška (mačka)
- zamjena primarnoga slijeda ra s re; primjeri: ukredu, ukresti (ukradu, ukrasti)